# I legislatura del Parlament Europeu
La I legislatura del Parlament Europeu va ser un cicle parlamentari que va començar el 17 de juliol de 1979, després de les eleccions europees celebrades entre el 7 i el 10 de juny, i va durar fins al 23 de juliol de 1984. Els diputats del Parlament Europeu es van agrupar en grups polítics segons la seva afinitat ideològica, i seguint la tradició de l'Assemblea Comuna de la Comunitat Europea del Carbó i de l'Acer.
Si bé el Parlament Europeu ja existia com a tal des de 1962, els seus membres eren designats pels parlaments dels estats membres de les Comunitats Europees. És per això que a aquest període se'l coneix com a primera legislatura.

## Principals esdeveniments
7-10 de juny de 1979
- Eleccions al Parlament Europeu de 1979.

17 de juliol de 1979
- Sessió constitutiva del 1r Parlament Europeu.
  - Sessió presidida per Louise Weiss, com a persona amb més edat.
  - Grups constituïts: SOC (112), PPE (108), DE (63), COM (44), LD (40), DEP (22), CDI (11), NI (10).

- Elecció de la presidència del Parlament Europeu per a la primera meitat de la legislatura.
  - Simone Veil (LD) de França, es elegida presidenta.

1 de gener de 1981
- Entrada de Grècia a les Comunitats Europees.

- El Parlament Europeu augmenta el seu número de diputats a 434, per donar entrada als 24 representants de Grècia designats.
  - Grups a l'entrada de Grècia: SOC (120), PPE (108), DE (63), COM (45), LD (39), DEP (22), CDI (11), NI (26).

6 de gener de 1981
- Inicia el mandat la Comissió Thorn, que substitueix la Comissió Jenkins.

18 d'octubre de 1981
- Grècia celebra les seves primeres eleccions al Parlament Europeu.

2 de novembre de 1981
- Els eurodiputats electes grecs substitueixen als designats.
  - Grups polítics a l'entrada dels eurodiputats: SOC (123), PPE (117), DE (63), COM (48), LD (39), DEP (22), CDI (11), NI (11).

19 de gener de 1982
- Elecció de la presidència del Parlament Europeu per a la segona meitat de la legislatura.
  - Pieter Dankert (SOC) de Països Baixos, es elegit president.

14-17 de juny de 1984
- Eleccions al Parlament Europeu de 1984.
  - Grups a la dissolució: SOC (124), PPE (117), DE (63), COM (48), LD (38), DEP (22), CDI (12), NI (10).

## Resultat de les eleccions
Els partits socialdemòcrates agrupats a la Confederació Europea de Partits Socialistes van guanyar la majoria d'escons amb 111 eurodiputats per davant dels partits conservadors i demòcrates-cristians del Partit Popular Europeu que van aconseguir 106 escons. Els partits liberals i centristes de la Federació de Partits Liberals i Demòcrates a Europa van sumar un total de 34 diputats europeus.
Si bé, aquests resultats no van ser oficials fins al 22 d'octubre de 1979, moment en què el Consell Constitucional francès va modificar el resultat de les eleccions europees a l'estat, concedint una acta parlamentària al Partit Socialista (Edgard Pisani) en detriment de la Unió per a la Democràcia Francesa (Michel Debatisse).

## Formació de grups polítics
Abans de les eleccions de 1979, el Parlament Europeu era una assemblea constitutiva feble, amb els membres designats a temps parcial. Amb les eleccions, el nou cos d'eurodiputats ho van ser a temps complet, de manera més enèrgica i diversa. Tan bon punt es va establir el nou Parlament, els membres més antics i de les faccions clàssiques van intentar elevar el llistó en què es podia formar un grup polític (l'estatus donava suport financer i representació a les comissions). Aquest moviment va ser bloquejat ràpidament pels partits més petits, que treballaven junts i obstruïen la proposta. Aquests llaços, per exemple, van establir les bases del Grup de l'Arc de Sant Martí, l'antecessor del Grup d'Els Verds/Aliança Lliure Europea.
Finalment, a l'inici de la legislatura, els grups van quedar conformats de la següent manera:
| Grup polític | Grup polític                                                               | Posició          | Ideologia                                    | Escons    |
| ------------ | -------------------------------------------------------------------------- | ---------------- | -------------------------------------------- | --------- |
|              | Grup Socialista (SOC)                                                      | Centreesquerra   | Socialdemocràcia Socialisme democràtic       | 112 / 410 |
|              | Grup del Partit Popular Europeu - Grup Demòcrata Cristià (PPE)             | Centredreta      | Conservadorisme liberal Democràcia cristiana | 108 / 410 |
|              | Grup dels Demòcrates Europeus (DE)                                         | Dreta            | Conservadorisme                              | 63 / 410  |
|              | Grup Comunista i aliats (COM)                                              | Esquerra         | Marxisme Anticapitalisme                     | 44 / 410  |
|              | Grup Liberal i Democràtic (LD)                                             | Centre           | Liberalisme Socioliberalisme Progressisme    | 40 / 410  |
|              | Grup dels Demòcrates Europeus de Progrés (DEP)                             | Dreta Ultradreta | Conservadorisme nacionalista                 | 22 / 410  |
|              | Grup per a la Coordinació Tècnica i la Defensa dels Grups i Diputats (CDI) | Heterogeni       |                                              | 11 / 410  |
|              | No inscrits (NI)                                                           |                  |                                              | 10 / 410  |

| Estat | Grups polítics del Parlament Europeu | Grups polítics del Parlament Europeu | Grups polítics del Parlament Europeu | Grups polítics del Parlament Europeu | Grups polítics del Parlament Europeu | Grups polítics del Parlament Europeu | Grups polítics del Parlament Europeu | Grups polítics del Parlament Europeu | Grups polítics del Parlament Europeu | Grups polítics del Parlament Europeu | Grups polítics del Parlament Europeu | Grups polítics del Parlament Europeu | Grups polítics del Parlament Europeu | Grups polítics del Parlament Europeu | Grups polítics del Parlament Europeu | Grups polítics del Parlament Europeu | MEP |  |    |
| Estat | SOC                                  | SOC                                  | PPE                                  | PPE                                  | DE                                   | DE                                   | COM                                  | COM                                  | LD                                   | LD                                   | DEP                                  | DEP                                  | CDI                                  | CDI                                  | NI                                   | NI                                   | MEP |  |    |
| --- | ------------------------------------ | ------------------------------------ | ------------------------------------ | ------------------------------------ | ------------------------------------ | ------------------------------------ | ------------------------------------ | ------------------------------------ | ------------------------------------ | ------------------------------------ | ------------------------------------ | ------------------------------------ | ------------------------------------ | ------------------------------------ | ------------------------------------ | ------------------------------------ | --- |  | -- |
| Estat | RFA                                  | 35 SPD                               |                                      | 34 CDU 8 CSU                         |                                      |                                      |                                      |                                      |                                      | 4 FDP                                |                                      |                                      |                                      |                                      |                                      |                                      | MEP |  | 81 |
| França | 19 PS 2 MRG                          |                                      | 9 UDF                                |                                      |                                      |                                      | 19 PCF                               |                                      | 17 UDF                               |                                      | 15 RPR                               |                                      |                                      |                                      |                                      |                                      | 81  |  |    |
| Itàlia | 9 PSI 4 PSDI                         |                                      | 29 DC 1 SVP                          |                                      |                                      |                                      | 24 PCI                               |                                      | 3 PLI 2 PRI                          |                                      |                                      |                                      | 3 PR 1 PdUP 1 DP                     |                                      | 4 MSI                                |                                      | 81  |  |    |
| Regne Unit | 17 Lab 1 SDLP                        |                                      |                                      |                                      | 60 CON 1 UUP                         |                                      |                                      |                                      |                                      |                                      | 1 SNP                                |                                      |                                      |                                      | 1 DUP                                |                                      | 81  |  |    |
| Països Baixos | 9 PvdA                               |                                      | 10 CDA                               |                                      |                                      |                                      |                                      |                                      | 4 VVD                                |                                      |                                      |                                      |                                      |                                      | 2 D66                                |                                      | 25  |  |    |
| Bèlgica | 4 PS 3 SP                            |                                      | 7 CVP 3 PSC                          |                                      |                                      |                                      |                                      |                                      | 2 PVV 2 PRL                          |                                      |                                      |                                      | 1 VU                                 |                                      | 2 FDF                                |                                      | 24  |  |    |
| Dinamarca | 3 A 1 Siumut                         |                                      |                                      |                                      | 2 C                                  |                                      | 1 SF                                 |                                      | 3 V                                  |                                      | 1 FP                                 |                                      | 4 N                                  |                                      | 1 D                                  |                                      | 16  |  |    |
| Irlanda | 4 Lab                                |                                      | 4 FG                                 |                                      |                                      |                                      |                                      |                                      | 1 Maher                              |                                      | 5 FF                                 |                                      | 1 IFF                                |                                      |                                      |                                      | 15  |  |    |
| Luxemburg | 1 LSAP                               |                                      | 3 CSV                                |                                      |                                      |                                      |                                      |                                      | 2 DP                                 |                                      |                                      |                                      |                                      |                                      |                                      |                                      | 6   |  |    |
| Total | 112                                  |                                      | 108                                  |                                      | 63                                   |                                      | 44                                   |                                      | 40                                   |                                      | 22                                   |                                      | 11                                   |                                      | 10                                   |                                      | MEP |  |    |
| Total |                                      |                                      |                                      |                                      |                                      |                                      |                                      |                                      |                                      |                                      |                                      |                                      |                                      |                                      |                                      |                                      | MEP |  |    |
| Total | SOC                                  | SOC                                  | PPE                                  | PPE                                  | DE                                   | DE                                   | COM                                  | COM                                  | LD                                   | LD                                   | DEP                                  | DEP                                  | CDI                                  | CDI                                  | NI                                   | NI                                   | MEP |  |    |
| Total | Grups polítics del Parlament Europeu |                                      |                                      |                                      |                                      |                                      |                                      |                                      |                                      |                                      |                                      |                                      |                                      |                                      |                                      |                                      | MEP |  |    |
| Nota: - El Consell Constitucional francès va modificar, el 22 d'octubre de 1979, el resultat electoral concedint l'acta a Edgard Pisani (PS-SOC) en lloc de Michel Debatisse (UDF-PPE). |                                      |                                      |                                      |                                      |                                      |                                      |                                      |                                      |                                      |                                      |                                      |                                      |                                      |                                      |                                      |                                      |     |  |    |

## Elecció de la Mesa per la primera meitat de la legislatura
Després de la constitució del nou Parlament Europeu, el 17 de juliol de 1979, els grups polítics van triar als seus representants en la Mesa del Parlament, incloent-hi el president i 12 vicepresidents, per la primera meitat de la legislatura.

### Presidència
Louise Weiss, que en aquell moment tenia 86 anys, era la diputada més gran del Parlament Europeu i, per tant, presidia la cambra mentre es feia l'elecció del president. Abans que això pogués passar, però, va haver de tractar amb l'eurodiputat Ian Paisley que, en el primer discurs de la sessió, va protestar que la bandera del Regne Unit fora de l'edifici onejava cap per avall. Ella va fer front a la interrupció ràpidament. L'enfrontament va ser vist com una de les seves millors actuacions i més tard va confiar que, com a àvia, estava acostumada a tractar amb "joves recalcitrants".
Hi havia cinc candidats a la presidència del Parlament Europeu: Giorgio Amendola, comunista italià; Emma Bonino, independent tècnica italiana; Christian de La Malène, demòcrata europeu de progrés francès; Simone Veil, liberal francesa, i Mario Zagari, socialista italià. En la primera votació, Veil va aconseguir 183 dels 380 vots emesos, vuit menys de la majoria absoluta necessària. El següent candidat més proper va ser Zagari amb 118 vots, després Amendola amb 44, de la Malène amb 26 i Bonino amb 9. Bonino i de la Malène es van retirar i Veil va aconseguir la majoria absoluta en la segona votació amb 192 dels 377 vots emesos. Veil va ser escollida com la primera presidenta del Parlament electe, i la primera dona presidenta des que es va fundar el 1952.
| Votació per a la presidència del Parlament Europeu Vots emesos en primera votació: 404 \| Vots blancs o nuls: 21 \| Majoria absoluta: 191 Vots emesos en segona votació: 404 \| Vots blancs o nuls: 23 \| Majoria absoluta: 189 |                                   |                          |                         |                                |                                    |
| Candidat |                                   |                          |                         |                                |                                    |
| Simone Veil | Mario Zagari                      | Giorgio Amendola         | Christian de La Malène  | Emma Bonino                    |                                    |
| Estat | França                            | Itàlia                   | Itàlia                  | França                         | Itàlia                             |
| Partit polític | Unió per a la Democràcia Francesa | Partit Socialista Italià | Partit Comunista Italià | Reagrupament per la República  | Partit Radical                     |
| Grup polític | Liberal i Democràtic              | Grup Socialista          | Comunista i aliats      | Demòcrates Europeus de Progrés | Coordinació Tècnica d'Independents |
| 1a votació | 183                               | 118                      | 44                      | 26                             | 9                                  |
| 2a votació | 192                               | 138                      | 47                      | -                              | -                                  |

### Vicepresidències
En les 12 vicepresidències, cinc van pertànyer al Grup Socialista, quatre al Grup del Partit Popular Europeu, dos al Grup dels Demòcrates Europeus i una al Grup Comunista i aliats.
| Votació per a les vicepresidències del Parlament Europeu |                          |               |                                     |              |      |
| Primera volta                                            |                          |               |                                     |              |      |
| Nom                                                      | Nom                      | Estat         | Partit Polític                      | Grup polític | Vots |
|                                                          | Marcel Albert Vandewiele | Bèlgica       | Partit Cristià Popular              | PPE          |      |
|                                                          | Guido Gonella            | Itàlia        | Democràcia Cristiana Italiana       | PPE          |      |
|                                                          | Hans Katzer              | Alemanya      | Unió Demòcrata Cristiana d'Alemanya | PPE          |      |
|                                                          | Pierre Pflimlin          | França        | Unió per a la Democràcia Francesa   | PPE          |      |
|                                                          | Bruno Friedrich          | Alemanya      | Partit Socialdemòcrata d'Alemanya   | SOC          |      |
|                                                          | Gérard Jacquet           | França        | Partit Socialista                   | SOC          |      |
|                                                          | Anne Vondeling           | Països Baixos | Partit del Treball                  | SOC          |      |
|                                                          | Basil de Ferranti        | Regne Unit    | Partit Conservador                  | DE           |      |
|                                                          | Mario Zagari             | Itàlia        | Partit Socialista Italià            | SOC          |      |
|                                                          | Poul Møller              | Dinamarca     | Partit Popular Conservador          | DE           |      |
|                                                          | Allan R. Rogers          | Regne Unit    | Partit Laborista                    | SOC          |      |
| Tercera volta                                            |                          |               |                                     |              |      |
| Nom                                                      | Nom                      | Estat         | Partit Polític                      | Grup polític | Vots |
|                                                          | Danielle De March        | França        | Partit Comunista Francès            | COM          |      |

## Presidències rotatòries del Consell Europeu i del Consell de les Comunitats Europees
La presidència del Consell Europeu i del Consell de les Comunitats Europees era assignada, cada sis mesos, a un estat membre de les Comunitats Europees d'acord amb una llista preestablerta tret que el Consell prengui una nova decisió. De manera habitual, la presidència del Consell Europeu requeia en el primer ministre de l'estat i la del Consell de les Comunitats Europees en el ministre d'afers exteriors.
| Estat membre  | Dates                                      | Partit | Partit | Presidència         | Presidència |
| ------------- | ------------------------------------------ | ------ | ------ | ------------------- | ----------- |
| Irlanda       | 1 de juliol de 1979 31 de desembre de 1979 |        |        | Jack Lynch          |             |
| Itàlia        | 1 de gener de 1980 30 de juny de 1980      |        | PPE    | Francesco Cossiga   |             |
| Luxemburg     | 1 de juliol de 1980 31 de desembre de 1980 |        | PPE    | Pierre Werner       |             |
| Països Baixos | 1 de gener de 1981 30 de juny de 1981      |        | PPE    | Dries van Agt       |             |
| Regne Unit    | 1 de juliol de 1981 31 de desembre de 1981 |        |        | Margaret Thatcher   |             |
| Bèlgica       | 1 de gener de 1982 30 de juny de 1982      |        | PPE    | Wilfried Martens    |             |
| Dinamarca     | 1 de juliol de 1982 31 de desembre de 1982 |        |        | Poul Schlüter       |             |
| RFA           | 1 de gener de 1983 30 de juny de 1983      |        | PPE    | Helmut Kohl         |             |
| Grècia        | 1 de juliol de 1983 31 de desembre de 1983 |        | UPSCE  | Andreas Papandreu   |             |
| França        | 1 de gener de 1984 30 de juny de 1984      |        | UPSCE  | François Mitterrand |             |

## Entrada de Grècia a les Comunitats Europees
En 1961 Grècia va signar l'acord d'associació amb les Comunitats Europees (en vigor a partir de 1962), en el qual es preveia la futura adhesió. Malgrat això, la dictadura dels Coronels (1967-1974) va retardar les negociacions per a consumar tal adhesió. Finalment, és en 1981 quan Grècia s'uneix a la CE malgrat ser un país relativament pobre (en 2015 es descobriria, a més, que unes certes dades econòmiques es van falsejar per a permetre la seva posterior adhesió a l'euro), perquè es veia en ell un gran potencial estratègic i simbòlic a causa de la seva posició geogràfica i la seva condició de "bressol de la democràcia".
Una vegada formalitzada l'entrada l'1 de gener de 1981, el Parlament Hel·lènic va designar els 24 eurodiputats corresponents a l'estat amb mandat limitat a les eleccions europees del 18 d'octubre del mateix any. El conservador Nova Democràcia (No inscrits) va obtenir 14 representants enfront dels 7 assignats al Moviment Socialista (Grup Socialista). El Partit Comunista de Grècia (Interior), el Partit del Socialisme Democràtic i la Unió del Centre Democràtic van rebre 1 escó cadascú.
Una vegada consumada l'entrada dels representants assignats, els grups es van quedar conformats de la següent manera: 
| Grup polític | Grup polític                                                               | Posició          | Ideologia                                    | Escons    |
| ------------ | -------------------------------------------------------------------------- | ---------------- | -------------------------------------------- | --------- |
|              | Grup Socialista (SOC)                                                      | Centreesquerra   | Socialdemocràcia Socialisme democràtic       | 120 / 434 |
|              | Grup del Partit Popular Europeu - Grup Demòcrata Cristià (PPE)             | Centredreta      | Conservadorisme liberal Democràcia cristiana | 108 / 434 |
|              | Grup dels Demòcrates Europeus (DE)                                         | Dreta            | Conservadorisme                              | 63 / 434  |
|              | Grup Comunista i aliats (COM)                                              | Esquerra         | Marxisme Anticapitalisme                     | 45 / 434  |
|              | Grup Liberal i Democràtic (LD)                                             | Centre           | Liberalisme Socioliberalisme Progressisme    | 39 / 434  |
|              | Grup dels Demòcrates Europeus de Progrés (DEP)                             | Dreta Ultradreta | Conservadorisme nacionalista                 | 22 / 434  |
|              | Grup per a la Coordinació Tècnica i la Defensa dels Grups i Diputats (CDI) | Heterogeni       |                                              | 11 / 434  |
|              | No inscrits (NI)                                                           |                  |                                              | 26 / 434  |

| Estat | Grups polítics del Parlament Europeu | Grups polítics del Parlament Europeu | Grups polítics del Parlament Europeu | Grups polítics del Parlament Europeu | Grups polítics del Parlament Europeu | Grups polítics del Parlament Europeu | Grups polítics del Parlament Europeu | Grups polítics del Parlament Europeu | Grups polítics del Parlament Europeu | Grups polítics del Parlament Europeu | Grups polítics del Parlament Europeu | Grups polítics del Parlament Europeu | Grups polítics del Parlament Europeu | Grups polítics del Parlament Europeu | Grups polítics del Parlament Europeu | Grups polítics del Parlament Europeu | MEP |  |    |
| Estat | SOC                                  | SOC                                  | PPE                                  | PPE                                  | DE                                   | DE                                   | COM                                  | COM                                  | LD                                   | LD                                   | DEP                                  | DEP                                  | CDI                                  | CDI                                  | NI                                   | NI                                   | MEP |  |    |
| --- | ------------------------------------ | ------------------------------------ | ------------------------------------ | ------------------------------------ | ------------------------------------ | ------------------------------------ | ------------------------------------ | ------------------------------------ | ------------------------------------ | ------------------------------------ | ------------------------------------ | ------------------------------------ | ------------------------------------ | ------------------------------------ | ------------------------------------ | ------------------------------------ | --- |  | -- |
| Estat | RFA                                  | 35 SPD                               |                                      | 34 CDU 8 CSU                         |                                      |                                      |                                      |                                      |                                      | 4 FDP                                |                                      |                                      |                                      |                                      |                                      |                                      | MEP |  | 81 |
| França | 20 PS 2 MRG                          | +1                                   | 9 UDF                                |                                      |                                      |                                      | 19 PCF                               |                                      | 16 UDF                               | -1                                   | 15 RPR                               |                                      |                                      |                                      |                                      |                                      | 81  |  |    |
| Itàlia | 9 PSI 4 PSDI                         |                                      | 29 DC 1 SVP                          |                                      |                                      |                                      | 24 PCI                               |                                      | 3 PLI 2 PRI                          |                                      |                                      |                                      | 3 PR 1 PdUP 1 DP                     |                                      | 4 MSI                                |                                      | 81  |  |    |
| Regne Unit | 17 Lab 1 SDLP                        |                                      |                                      |                                      | 60 CON 1 UUP                         |                                      |                                      |                                      |                                      |                                      | 1 SNP                                |                                      |                                      |                                      | 1 DUP                                |                                      | 81  |  |    |
| Països Baixos | 9 PvdA                               |                                      | 10 CDA                               |                                      |                                      |                                      |                                      |                                      | 4 VVD                                |                                      |                                      |                                      |                                      |                                      | 2 D66                                |                                      | 25  |  |    |
| Bèlgica | 4 PS 3 SP                            |                                      | 7 CVP 3 PSC                          |                                      |                                      |                                      |                                      |                                      | 2 PVV 2 PRL                          |                                      |                                      |                                      | 1 VU                                 |                                      | 2 FDF                                |                                      | 24  |  |    |
| Grècia | 7 PASOK                              | +7                                   |                                      |                                      |                                      |                                      | 1 KKE-I                              | +1                                   |                                      |                                      |                                      |                                      |                                      |                                      | 14 ND 1 KODISO 1 EDIK                | +16                                  | 24  |  |    |
| Dinamarca | 3 A 1 Siumut                         |                                      |                                      |                                      | 2 C                                  |                                      | 1 SF                                 |                                      | 3 V                                  |                                      | 1 FP                                 |                                      | 4 N                                  |                                      | 1 D                                  |                                      | 16  |  |    |
| Irlanda | 4 Lab                                |                                      | 4 FG                                 |                                      |                                      |                                      |                                      |                                      | 1 Maher                              |                                      | 5 FF                                 |                                      | 1 IFF                                |                                      |                                      |                                      | 15  |  |    |
| Luxemburg | 1 LSAP                               |                                      | 3 CSV                                |                                      |                                      |                                      |                                      |                                      | 2 DP                                 |                                      |                                      |                                      |                                      |                                      |                                      |                                      | 6   |  |    |
| Total | 120                                  | +8                                   | 108                                  |                                      | 63                                   |                                      | 45                                   | +1                                   | 39                                   | -1                                   | 22                                   |                                      | 11                                   |                                      | 26                                   | +16                                  | MEP |  |    |
| Total |                                      |                                      |                                      |                                      |                                      |                                      |                                      |                                      |                                      |                                      |                                      |                                      |                                      |                                      |                                      |                                      | MEP |  |    |
| Total | SOC                                  | SOC                                  | PPE                                  | PPE                                  | DE                                   | DE                                   | COM                                  | COM                                  | LD                                   | LD                                   | DEP                                  | DEP                                  | CDI                                  | CDI                                  | NI                                   | NI                                   | MEP |  |    |
| Total | Grups polítics del Parlament Europeu |                                      |                                      |                                      |                                      |                                      |                                      |                                      |                                      |                                      |                                      |                                      |                                      |                                      |                                      |                                      | MEP |  |    |
| Nota: - Les dades comparatives són en relació amb l'organització dels grups a l'inici del novè mandat del Parlament Europeu. |                                      |                                      |                                      |                                      |                                      |                                      |                                      |                                      |                                      |                                      |                                      |                                      |                                      |                                      |                                      |                                      |     |  |    |

## Elecció de la Comissió Thorn
El 6 de gener de 1981 va iniciar el seu mandat la Comissió Thorn, presidida pel polític luxemburguès Gaston Thorn, en substitució de la Comissió Jenkins, presidida pel polític britànic Roy Jenkins. La presidència de la comissió va ser escollida pel Consell Europeu.
La Comissió Thorn va comptar amb 14 comissaris, un per cada país de les Comunitats Europees, amb l'excepció de França, Regne Unit, Itàlia i Alemanya, que en tenien dos. Va augmentar en un comissari sobre la Comissió Jenkins, per l'entrada de Grècia. Igual que en l'anterior Comissió Europea, tots els comissaris designats pels estats eren homes.
| Comissió Jenkins |                                                   |                                                                          |          |                                                  | |          |                                                   |                                                       |
|                  |                                                   |                                                                          |          |                                                  | |          |                                                   |                                                       |
|                  |                                                   |                                                                          |          |                                                  | |          |                                                   |                                                       |
|                  |                                                   |                                                                          |          |                                                  | |          |                                                   |                                                       |
| Designat         | Designat                                          | Cartera                                                                  | Designat | Designat                                         | Cartera | Designat | Designat                                          | Cartera                                               |
|                  | · Gaston Thorn · Luxemburg · (PPE - DP)           | President                                                                |          | · Christopher Tugendhat · Regne Unit · (CON)     | Vicepresident — Pressupostos i Fiscalitat                                                                                |          | · François-Xavier Ortoli · França · (Independent) | Vicepresident — Assumptes Econòmics i Afers Financers |
| [ 9 ]            | · Gaston Thorn · Luxemburg · (PPE - DP)           | [ 9 ]                                                                    | [ 9 ]    | · Christopher Tugendhat · Regne Unit · (CON)     | |          | · François-Xavier Ortoli · França · (Independent) |                                                       |
|                  | · Michael O'Kennedy · Irlanda · (FF)              | Comissari — Delegat del President, Personal, administració i Eurostat    |          | · Wilhelm Haferkamp · RFA · (UPSCE - SPD)        | Comissari — Relacions exteriors i energia atòmica                                                                        |          | · Étienne Davignon · Bèlgica · (Independent)      | Comissari — Afers industrials i Energia               |
| [ 9 ]            | · Michael O'Kennedy · Irlanda · (FF)              | [ 9 ]                                                                    | [ 9 ]    | · Wilhelm Haferkamp · RFA · (UPSCE - SPD)        | |          | · Étienne Davignon · Bèlgica · (Independent)      |                                                       |
|                  | · Lorenzo Natali · Itàlia · (Independent)         | Comissari — Política mediterrània, ampliació i política de la informació |          | · Antonio Giolitti · Itàlia · (PPE - DCI)        | Comissari — Política Regional i coordinació dels fons estructurals                                                       |          | · Claude Cheysson · França · (UPSCE - PS)         | Comissari — Desenvolupament                           |
| [ 9 ]            | · Lorenzo Natali · Itàlia · (Independent)         | [ 9 ]                                                                    | [ 9 ]    | · Antonio Giolitti · Itàlia · (PPE - DCI)        | |          | · Claude Cheysson · França · (UPSCE - PS)         |                                                       |
|                  | · Finn Olav Gundelach · Dinamarca · (Independent) | Comissari — Agricultura i Pesca                                          |          | · Karl-Heinz Narjes · RFA · (Independent)        | Comissari — Mercat Interior, Afers industrials, Unió Aduanera, Medi Ambient, Protecció al Consumidor i seguretat atòmica |          | · Giorgios Contogeorgis · Grècia · (Independent)  | Comissari — Transport i Turisme                       |
| [ 9 ]            | · Finn Olav Gundelach · Dinamarca · (Independent) | [ 9 ]                                                                    | [ 9 ]    | · Karl-Heinz Narjes · RFA · (Independent)        | |          | · Giorgios Contogeorgis · Grècia · (Independent)  |                                                       |
|                  | · Ivor Richard · Regne Unit · (UPSCE - Lab)       | Comissari — Treball i Assumptes Socials                                  |          | · Frans Andriessen · Països Baixos · (PPE - CDA) | Comissari — Relacions amb el Parlament i Competència                                                                     |          |                                                   |                                                       |
| [ 9 ]            | · Ivor Richard · Regne Unit · (UPSCE - Lab)       | [ 9 ]                                                                    |          | · Frans Andriessen · Països Baixos · (PPE - CDA) | |          |                                                   |                                                       |

## Eleccions europees a Grècia
Les eleccions al Parlament Europeu de 1981 a Grècia es van celebrar el 18 d'octubre de 1981, amb una participació que va superar el 78% del total del cens, molt per sobre de la mitjana europea de les eleccions europees de 1979, que es va situar en el 61,6%.
El socialdemòcrata Moviment Socialista Panhel·lènic va guanyar les eleccions amb el 40,12% dels vots i 10 eurodiputats enfront del 31,34% i 8 escons pel conservador Nova Democràcia. El Partit Comunista de Grècia i el Partit Comunista de Grècia (Interior) van aconseguir la tercera i quarta plaça amb un 12,84% i 5,30% de vots i 3 i 1 escó respectivament.
Els nous eurodiputats van prendre possessió del càrrec el 2 de novembre de 1981, i els grups es van quedar conformats de la següent manera:
| Grup polític | Grup polític                                                               | Posició          | Ideologia                                    | Escons    |
| ------------ | -------------------------------------------------------------------------- | ---------------- | -------------------------------------------- | --------- |
|              | Grup Socialista (SOC)                                                      | Centreesquerra   | Socialdemocràcia Socialisme democràtic       | 123 / 434 |
|              | Grup del Partit Popular Europeu - Grup Demòcrata Cristià (PPE)             | Centredreta      | Conservadorisme liberal Democràcia cristiana | 117 / 434 |
|              | Grup dels Demòcrates Europeus (DE)                                         | Dreta            | Conservadorisme                              | 63 / 434  |
|              | Grup Comunista i aliats (COM)                                              | Esquerra         | Marxisme Anticapitalisme                     | 48 / 434  |
|              | Grup Liberal i Democràtic (LD)                                             | Centre           | Liberalisme Socioliberalisme Progressisme    | 39 / 434  |
|              | Grup dels Demòcrates Europeus de Progrés (DEP)                             | Dreta Ultradreta | Conservadorisme nacionalista                 | 22 / 434  |
|              | Grup per a la Coordinació Tècnica i la Defensa dels Grups i Diputats (CDI) | Heterogeni       |                                              | 11 / 434  |
|              | No inscrits (NI)                                                           |                  |                                              | 11 / 434  |

| Estat | Grups polítics del Parlament Europeu | Grups polítics del Parlament Europeu | Grups polítics del Parlament Europeu | Grups polítics del Parlament Europeu | Grups polítics del Parlament Europeu | Grups polítics del Parlament Europeu | Grups polítics del Parlament Europeu | Grups polítics del Parlament Europeu | Grups polítics del Parlament Europeu | Grups polítics del Parlament Europeu | Grups polítics del Parlament Europeu | Grups polítics del Parlament Europeu | Grups polítics del Parlament Europeu | Grups polítics del Parlament Europeu | Grups polítics del Parlament Europeu | Grups polítics del Parlament Europeu | MEP |  |    |
| Estat | SOC                                  | SOC                                  | PPE                                  | PPE                                  | DE                                   | DE                                   | COM                                  | COM                                  | LD                                   | LD                                   | DEP                                  | DEP                                  | CDI                                  | CDI                                  | NI                                   | NI                                   | MEP |  |    |
| --- | ------------------------------------ | ------------------------------------ | ------------------------------------ | ------------------------------------ | ------------------------------------ | ------------------------------------ | ------------------------------------ | ------------------------------------ | ------------------------------------ | ------------------------------------ | ------------------------------------ | ------------------------------------ | ------------------------------------ | ------------------------------------ | ------------------------------------ | ------------------------------------ | --- |  | -- |
| Estat | RFA                                  | 35 SPD                               |                                      | 34 CDU 8 CSU                         |                                      |                                      |                                      |                                      |                                      | 4 FDP                                |                                      |                                      |                                      |                                      |                                      |                                      | MEP |  | 81 |
| França | 20 PS 2 MRG                          |                                      | 9 UDF                                |                                      |                                      |                                      | 19 PCF                               |                                      | 16 UDF                               |                                      | 15 RPR                               |                                      |                                      |                                      |                                      |                                      | 81  |  |    |
| Itàlia | 9 PSI 4 PSDI                         |                                      | 29 DC 1 SVP                          |                                      |                                      |                                      | 24 PCI                               |                                      | 3 PLI 2 PRI                          |                                      |                                      |                                      | 3 PR 1 PdUP 1 DP                     |                                      | 4 MSI                                |                                      | 81  |  |    |
| Regne Unit | 17 Lab 1 SDLP                        |                                      |                                      |                                      | 60 CON 1 UUP                         |                                      |                                      |                                      |                                      |                                      | 1 SNP                                |                                      |                                      |                                      | 1 DUP                                |                                      | 81  |  |    |
| Països Baixos | 9 PvdA                               |                                      | 10 CDA                               |                                      |                                      |                                      |                                      |                                      | 4 VVD                                |                                      |                                      |                                      |                                      |                                      | 2 D66                                |                                      | 25  |  |    |
| Bèlgica | 4 PS 3 SP                            |                                      | 7 CVP 3 PSC                          |                                      |                                      |                                      |                                      |                                      | 2 PVV 2 PRL                          |                                      |                                      |                                      | 1 VU                                 |                                      | 2 FDF                                |                                      | 24  |  |    |
| Grècia | 10 PASOK                             | +3                                   | 8 ND                                 | +8                                   |                                      |                                      | 3 KKE 1 KKE-I                        | +3                                   |                                      |                                      |                                      |                                      |                                      |                                      | 1 KODISO 1 PP                        | -14                                  | 24  |  |    |
| Dinamarca | 3 A 1 Siumut                         |                                      | 1 D                                  | +1                                   | 2 C                                  |                                      | 1 SF                                 |                                      | 3 V                                  |                                      | 1 FP                                 |                                      | 4 N                                  |                                      |                                      | -1                                   | 16  |  |    |
| Irlanda | 4 Lab                                |                                      | 4 FG                                 |                                      |                                      |                                      |                                      |                                      | 1 Maher                              |                                      | 5 FF                                 |                                      | 1 IFF                                |                                      |                                      |                                      | 15  |  |    |
| Luxemburg | 1 LSAP                               |                                      | 3 CSV                                |                                      |                                      |                                      |                                      |                                      | 2 DP                                 |                                      |                                      |                                      |                                      |                                      |                                      |                                      | 6   |  |    |
| Total | 123                                  | +3                                   | 117                                  | +9                                   | 63                                   |                                      | 48                                   | +3                                   | 39                                   |                                      | 22                                   |                                      | 11                                   |                                      | 11                                   | -15                                  | MEP |  |    |
| Total |                                      |                                      |                                      |                                      |                                      |                                      |                                      |                                      |                                      |                                      |                                      |                                      |                                      |                                      |                                      |                                      | MEP |  |    |
| Total | SOC                                  | SOC                                  | PPE                                  | PPE                                  | DE                                   | DE                                   | COM                                  | COM                                  | LD                                   | LD                                   | DEP                                  | DEP                                  | CDI                                  | CDI                                  | NI                                   | NI                                   | MEP |  |    |
| Total | Grups polítics del Parlament Europeu |                                      |                                      |                                      |                                      |                                      |                                      |                                      |                                      |                                      |                                      |                                      |                                      |                                      |                                      |                                      | MEP |  |    |
| Nota: - Les dades comparatives són en relació amb l'organització dels grups una vegada designats els eurodiputats grecs provisionals. |                                      |                                      |                                      |                                      |                                      |                                      |                                      |                                      |                                      |                                      |                                      |                                      |                                      |                                      |                                      |                                      |     |  |    |

## Elecció de la Mesa per la segona meitat de la legislatura
Com és va establir a inicis de la legislatura, i es va convertir en tradició, a inicis del tercer any de legislatura, els grups polítics tornen a triar als seus representants en la Mesa del Parlament, tant la presidència com les vicepresidències, fins al final de la legislatura.

### Presidència
Per a la presidència del Parlament Europeu de la segona part de la legislatura es van tornar a presentar cinc candidats: el socialista Pieter Dankert dels Països Baixos, el conservador Egon A. Klepsch d'Alemanya, el demòcrata europeu James Scott-Hopkins del Regne Unit, el comunista Robert Chambeiron de França i l'independent tècnic Marco Pannella d'Itàlia. Es van haver de dur a terme quatre votacions fins que a la darrera hi va guanyar Dankert amb 191 vots enfront dels 175 de Klepsch.
| Votació per a la presidència del Parlament Europeu Vots emesos en primera votació: 384 \| Vots blancs o nuls: 16 \| Majoria absoluta: 185 Vots emesos en segona votació: 390 \| Vots blancs o nuls: 18 \| Majoria absoluta: 187 Vots emesos en tercera votació: 408 \| Vots blancs o nuls: 23 \| Majoria absoluta: 193 Vots emesos en quarta votació: 408 \| Vots blancs o nuls: 42 \| Majoria absoluta: 183 |                    |                                     |                     |                          |                                    |
| Candidat |                    |                                     |                     |                          |                                    |
| Pieter Dankert | Egon A. Klepsch    | James Scott-Hopkins                 | Robert Chambeiron   | Marco Pannella           |                                    |
| Estat | Països Baixos      | Alemanya                            | Regne Unit          | França                   | Itàlia                             |
| Partit polític | Partit del Treball | Unió Demòcrata Cristiana d'Alemanya | Partit Conservador  | Partit Comunista Francès | Partit Radical                     |
| Grup polític | Grup Socialista    | Partit Popular                      | Demòcrates Europeus | Comunista i aliats       | Coordinació Tècnica d'Independents |
| 1a votació | 106                | 140                                 | 63                  | 43                       | 16                                 |
| 2a votació | 114                | 130                                 | 67                  | 43                       | 18                                 |
| 3a votació | 162                | 156                                 | 67                  | -                        | -                                  |
| 4a votació | 191                | 175                                 | -                   | -                        | -                                  |

### Vicepresidències
En les 12 vicepresidències, sis van pertànyer al Grup del Partit Popular Europeu, dos al Grup Socialista i al Grup dels Demòcrates Europeus i un per al Grup dels Demòcrates Europeus de Progrés i per al Grup Comunista i aliats.
| Votació per a les vicepresidències del Parlament Europeu |                          |            |                                     |              |      |
| Primera volta                                            |                          |            |                                     |              |      |
| Nom                                                      | Nom                      | Estat      | Partit Polític                      | Grup polític | Vots |
|                                                          | Pierre Pflimlin          | França     | Unió per a la Democràcia Francesa   | PPE          |      |
|                                                          | Diana Elles              | Regne Unit | Partit Conservador                  | DE           |      |
|                                                          | Nicolas Estgen           | Luxemburg  | Partit Popular Social Cristià       | PPE          |      |
|                                                          | Marcel Albert Vandewiele | Bèlgica    | Partit Cristià Social               | PPE          |      |
|                                                          | Ingo Friedrich           | Alemanya   | Unió Social Cristiana de Baviera    | PPE          |      |
|                                                          | Guido Gonella            | Itàlia     | Democràcia Cristiana Italiana       | PPE          |      |
|                                                          | Egon A. Klepsch          | Alemanya   | Unió Demòcrata Cristiana d'Alemanya | PPE          |      |
|                                                          | Gérard Jaquet            | França     | Partit Socialista                   | SOC          |      |
|                                                          | Patrick Joseph Lalor     | Irlanda    | Fianna Fáil                         | DEP          |      |
|                                                          | Poul Møller              | Dinamarca  | Partit Popular Conservador          | DE           |      |
|                                                          | Konstantinos Nikolaou    | Grècia     | Moviment Socialista Panhel·lènic    | SOC          |      |
|                                                          | Danielle de March-Waller | França     | Partit Comunista Francès            | COM          |      |

## Grups polítics al Parlament sortint
Al final de la legislatura, els grups del Parlament Europeu s'organitzaven de la següent manera:
| Grup polític | Grup polític                                                               | Posició          | Ideologia                                    | Escons    |
| ------------ | -------------------------------------------------------------------------- | ---------------- | -------------------------------------------- | --------- |
|              | Grup Socialista (SOC)                                                      | Centreesquerra   | Socialdemocràcia Socialisme democràtic       | 124 / 434 |
|              | Grup del Partit Popular Europeu - Grup Demòcrata Cristià (PPE)             | Centredreta      | Conservadorisme liberal Democràcia cristiana | 117 / 434 |
|              | Grup dels Demòcrates Europeus (DE)                                         | Dreta            | Conservadorisme                              | 63 / 434  |
|              | Grup Comunista i aliats (COM)                                              | Esquerra         | Marxisme Anticapitalisme                     | 48 / 434  |
|              | Grup Liberal i Democràtic (LD)                                             | Centre           | Liberalisme Socioliberalisme Progressisme    | 38 / 434  |
|              | Grup dels Demòcrates Europeus de Progrés (DEP)                             | Dreta Ultradreta | Conservadorisme nacionalista                 | 22 / 434  |
|              | Grup per a la Coordinació Tècnica i la Defensa dels Grups i Diputats (CDI) | Heterogeni       |                                              | 12 / 434  |
|              | No inscrits (NI)                                                           |                  |                                              | 10 / 434  |

| Estat | Grups polítics del Parlament Europeu | Grups polítics del Parlament Europeu | Grups polítics del Parlament Europeu | Grups polítics del Parlament Europeu | Grups polítics del Parlament Europeu | Grups polítics del Parlament Europeu | Grups polítics del Parlament Europeu | Grups polítics del Parlament Europeu | Grups polítics del Parlament Europeu | Grups polítics del Parlament Europeu | Grups polítics del Parlament Europeu | Grups polítics del Parlament Europeu | Grups polítics del Parlament Europeu | Grups polítics del Parlament Europeu | Grups polítics del Parlament Europeu | Grups polítics del Parlament Europeu | MEP |  |    |
| Estat | SOC                                  | SOC                                  | PPE                                  | PPE                                  | DE                                   | DE                                   | COM                                  | COM                                  | LD                                   | LD                                   | DEP                                  | DEP                                  | CDI                                  | CDI                                  | NI                                   | NI                                   | MEP |  |    |
| --- | ------------------------------------ | ------------------------------------ | ------------------------------------ | ------------------------------------ | ------------------------------------ | ------------------------------------ | ------------------------------------ | ------------------------------------ | ------------------------------------ | ------------------------------------ | ------------------------------------ | ------------------------------------ | ------------------------------------ | ------------------------------------ | ------------------------------------ | ------------------------------------ | --- |  | -- |
| Estat | RFA                                  | 35 SPD                               |                                      | 34 CDU 8 CSU                         |                                      |                                      |                                      |                                      |                                      | 4 FDP                                |                                      |                                      |                                      |                                      |                                      |                                      | MEP |  | 81 |
| França | 20 PS 2 MRG 1 UDF                    | +1                                   | 9 UDF                                |                                      |                                      |                                      | 19 PCF                               |                                      | 15 UDF                               | -1                                   | 15 RPR                               |                                      |                                      |                                      |                                      |                                      | 81  |  |    |
| Itàlia | 9 PSI 4 PSDI 1 PR                    | +1                                   | 29 DC 1 SVP                          |                                      |                                      |                                      | 24 PCI                               |                                      | 3 PLI 2 PRI                          |                                      |                                      |                                      | 2 PR 1 PdUP 1 DP                     | -1                                   | 4 MSI                                |                                      | 81  |  |    |
| Regne Unit | 16 Lab 1 SDLP                        | -1                                   |                                      |                                      | 60 CON 1 UUP                         |                                      |                                      |                                      |                                      |                                      | 1 SNP                                |                                      | 1 SDP                                | +1                                   | 1 DUP                                |                                      | 81  |  |    |
| Països Baixos | 9 PvdA                               |                                      | 10 CDA                               |                                      |                                      |                                      |                                      |                                      | 4 VVD                                |                                      |                                      |                                      |                                      |                                      | 2 D66                                |                                      | 25  |  |    |
| Bèlgica | 4 PS 3 SP                            |                                      | 7 CVP 3 PSC                          |                                      |                                      |                                      |                                      |                                      | 2 PVV 2 PRL                          |                                      |                                      |                                      | 1 VU 1 FDF                           | +1                                   | 1 FDF                                | -1                                   | 24  |  |    |
| Grècia | 10 PASOK                             |                                      | 8 ND                                 |                                      |                                      |                                      | 3 KKE 1 KKE-I                        |                                      |                                      |                                      |                                      |                                      |                                      |                                      | 1 KODISO 1 PP                        |                                      | 24  |  |    |
| Dinamarca | 3 A 1 Siumut                         |                                      | 1 D                                  | +1                                   | 2 C                                  |                                      | 1 SF                                 |                                      | 3 V                                  |                                      | 1 C                                  |                                      | 4 N                                  |                                      |                                      | -1                                   | 16  |  |    |
| Irlanda | 4 Lab                                |                                      | 4 FG                                 |                                      |                                      |                                      |                                      |                                      | 1 Maher                              |                                      | 5 FF                                 |                                      | 1 IFF                                |                                      |                                      |                                      | 15  |  |    |
| Luxemburg | 1 LSAP                               |                                      | 3 CSV                                |                                      |                                      |                                      |                                      |                                      | 2 DP                                 |                                      |                                      |                                      |                                      |                                      |                                      |                                      | 6   |  |    |
| Total | 124                                  | +1                                   | 117                                  |                                      | 63                                   |                                      | 48                                   |                                      | 38                                   | -1                                   | 22                                   |                                      | 12                                   | +1                                   | 10                                   | +1                                   | MEP |  |    |
| Total |                                      |                                      |                                      |                                      |                                      |                                      |                                      |                                      |                                      |                                      |                                      |                                      |                                      |                                      |                                      |                                      | MEP |  |    |
| Total | SOC                                  | SOC                                  | PPE                                  | PPE                                  | DE                                   | DE                                   | COM                                  | COM                                  | LD                                   | LD                                   | DEP                                  | DEP                                  | CDI                                  | CDI                                  | NI                                   | NI                                   | MEP |  |    |
| Total | Grups polítics del Parlament Europeu |                                      |                                      |                                      |                                      |                                      |                                      |                                      |                                      |                                      |                                      |                                      |                                      |                                      |                                      |                                      | MEP |  |    |
| Nota: - Les dades comparatives són en relació amb l'organització posterior a les eleccions europees a Grècia de 1981. |                                      |                                      |                                      |                                      |                                      |                                      |                                      |                                      |                                      |                                      |                                      |                                      |                                      |                                      |                                      |                                      |     |  |    |